# Lucio Porcio Licino (pretore 207 a.C.)
Lucio Porcio Licinio (in latino Lucius Porcius Licinius; III secolo a.C.) è stato un politico romano, pretore.

## Biografia
Apparteneva alla gens plebea Porcia. Lucio Porcio Licinio era il figlio di un non specificato Marco Porcio Licinio. Di lui abbiamo notizia per la prima volta durante la seconda guerra punica nel 211 a.C.. Egli partecipò infatti all'assedio di Capua in qualità di legatus legionis.
Nel 210 a.C. ricoprì la carica di edile plebeo ed insieme a Quinto Cazio fecero costruire col denaro ricavato dalle multe, alcune statue di bronzo dedicate al Santuario di Cerere, Libero e Libera ed organizzarono i giochi con il fasto che quel periodo permetteva alla Repubblica romana.
Con altri tre nobili romani, Porcio Licinio nel 207 a.C. fu eletto pretore, ottenendo il comando di due legioni nella Gallia cisalpina. Quando il fratello di Annibale, Asdrubale Barca, giunse dalla Spagna in Italia a capo di un esercito di 30.000 uomini, Licinio partecipò al consiglio di guerra del console Marco Livio Salinatore ed alla successiva battaglia del Metauro, comandandone il centro dello schieramento romano. La vittoria arrise ai Romani e Asdrubale vi perse la vita.
Più tardi Lucio Porcio Licinio non compare più nella tradizione annalistica romana. Suo figlio fu invece console romano nel 184 a.C.